# NGC 7251
NGC 7251 (również PGC 68604) – galaktyka spiralna (Sa), znajdująca się w gwiazdozbiorze Wodnika. Odkrył ją William Herschel 6 września 1793 roku.